# Larry Joe Campbell
Pour les articles homonymes, voir Campbell.
Larry Joe Campbell est un acteur et réalisateur américain, né le 29 novembre 1970 à Cadillac, dans le Michigan (États-Unis).

## Filmographie

### Cinéma
- 1999 : Get the Hell Out of Hamtown de Yasmine Jaffri : Roomie
- 2002 : One Half Gone d'Alan Bernstein : Glenn
- 2002 : Showtime de Tom Dey : Locker Room Cop #2
- 2004 : Jiminy Glick in Lalawood de Vadim Jean : Haygood Lewkin
- 2005 : Serial noceurs (Wedding Crashers) de David Dobkin : Best Man
- 2006 : Alleyball de Dan Consiglio : Stencke
- 2007 : The Eyes Have It de Steven Addair : Moxie Lewis
- 2007 : Burger Kill (Drive Thru) de Brendan Cowles et Shane Kuhn : Detective Dwayne Crockers
- 2011 : Bon à tirer (B.A.T.) (Hall Pass) de Bobby et Peter Farrelly : Hog Head

### Télévision
- 1999 : Stark Raving Mad : Man in Elevator
- 2000 : Friends : The Fan saison 6, épisode 14
- 2000 : Susan ! (en) (Suddenly Susan) : Gus
- 2000 : The Trouble with Normal (en): Stansfield Schlick
- 2001 : Geena (The Geena Davis Show) : Dr Liste
- 2001 : The Ellen Show (série TV) : Randy
- 2001 à 2009 : According to Jim : Andy
- 2007 : Earl (My Name Is Earl)
- 2007 : Deeply Irresponsible : Don Atlin
- 2008 : Scooby-Doo et la Créature des ténèbres (DVD) : Glum
- 2014 : C'est pas moi : Doug Peterman
- 2017 -... : The Orville : Steve Newton, Ingénieur en chef
- 2018-2019 : Mom (saison 6) : Mike
- 2020 -... : Space Force : Amiral Louis Biffoont

### comme réalisateur
- 2007 : According to Jim (série TV) (6 épisodes)